# A Race for a Kiss
A Race for a Kiss è un cortometraggio muto del 1904 diretto e interpretato da Lewin Fitzhamon.

## Trama
Una bella ragazza si trova al parco con un fantino, ma arriva uno in macchina che comincia a corteggiarla. Per ottenere i favori della giovane, i due uomini entrano in lizza e decidono di gareggiare, cavallo contro auto. La ragazza dà il via e la corsa ha inizio: il primo giro del parco lo vince il fantino, il secondo l'auto, al terzo i due contendenti sono testa a testa. Arriva un poliziotto che arresta l'automobilista per eccesso di velocità e se lo porta via. Il fantino resta finalmente solo con la ragazza.

## Produzione
Il film fu prodotto dalla Hepworth.

## Distribuzione
Distribuito dalla Hepworth, il film - un cortometraggio della lunghezza di 68,6 metri - uscì nelle sale cinematografiche britanniche nell'ottobre 1904. Negli Stati Uniti fu distribuito il 28 novembre dello stesso anno dalla Williams, Brown and Earle.
Copia della pellicola - un positivo a 35 mm - viene conservata negli archivi della Library of Congress.